# Polska Agencja Fotografów Forum

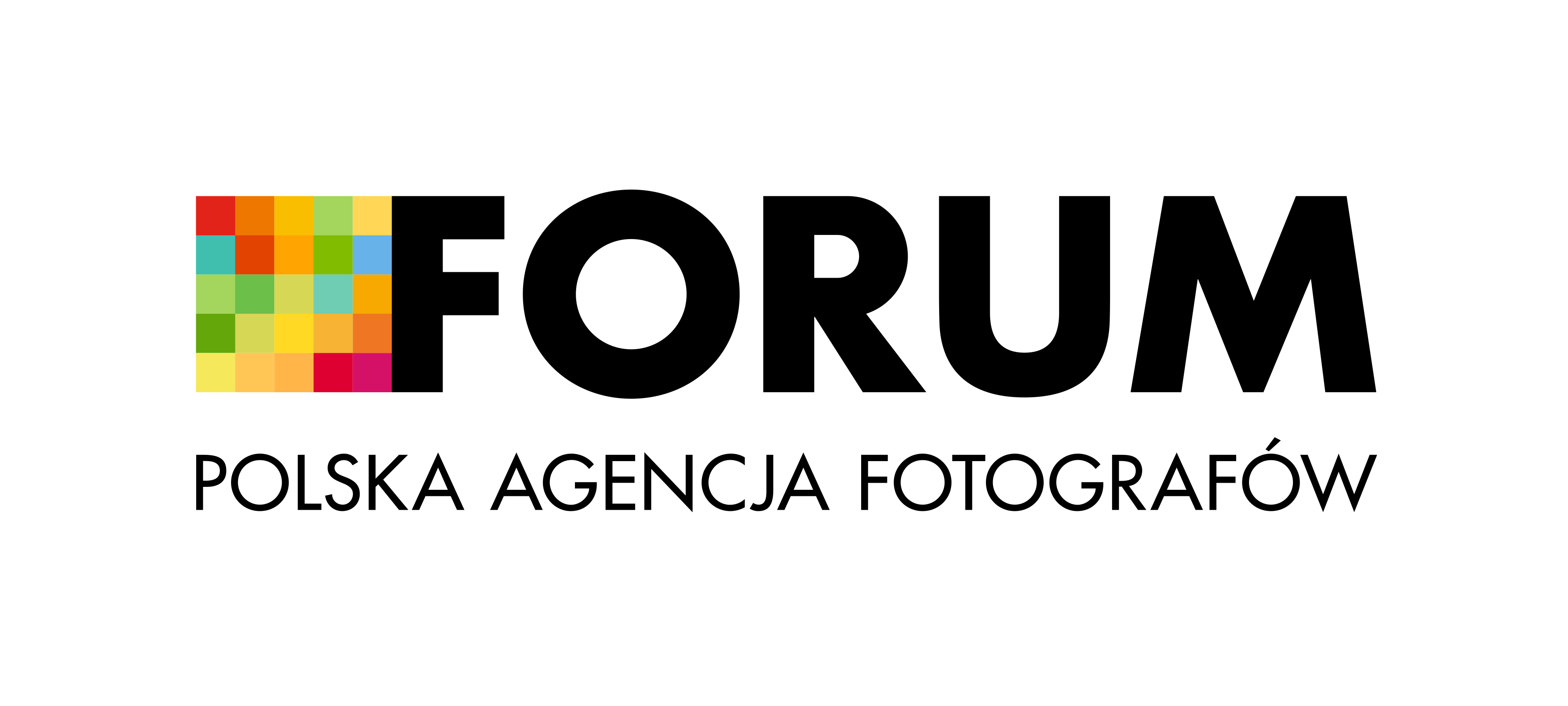
www.forum.com.pl

Polska Agencja Fotografów Forum – polska agencja fotograficzna założona w Warszawie w 1994 roku.

## Działalność
Polska Agencja Fotografów Forum działa na polskim rynku prasy i wydawnictw od 1994 roku.
Dostarcza polskiej i zagranicznej prasie bieżące oraz archiwalne zdjęcia związane z życiem politycznym, gospodarczym, kulturalnym i społecznym oraz showbusinessem. Współpracuje z nią ponad 1500 polskich fotografek i fotografów. FORUM reprezentuje w Polsce na zasadzie wyłączności ponad sto agencji zagranicznych, w tym od 2012 roku Agencję Magnum. W archiwum FORUM zdeponowanych zostało ponad pięćdziesiąt milionów zdjęć dostępnych online 24/7h na stronie www.forum.com.pl.

## Współpracownicy
Kryterium umieszczenia na tej liście danej osoby było posiadanie przez nią biogramu w polskiej Wikipedii.
- Michał Browarski
- Eugeniusz Helbert
- Aleksander Jałosiński
- Marek Lapis
- Rafał Latoszek
- Arkadiusz Ławrywianiec
- Joanna Mrówka
- Jakub Ochnio
- Maciej Osiecki
- Krzysztof Peszko
- Sławomir Skrobała
- Jerzy Szot
- Jacek Szydłowski
- Tadeusz Wackier
- Andrzej Wiernicki
- Andrzej Hulimka
- Chris Niedenthal